# Josh Cassada
Josh Aaron Cassada (* 18. července 1973 San Diego) je americký fyzik, zkušební pilot a bývalý astronaut NASA, 591. člověk ve vesmíru. Před vstupem do NASA v roce 2013 sloužil jako zkušební pilot u amerického námořnictva. Od podzimu 2022 do jara 2023 pobýval při svém prvním a jediném kosmickém letu na Mezinárodní vesmírné stanici (ISS) jako člen Expedice 68, při tom uskutečnil tři výstupy do volného prostoru.

## Mládí a vzdělání
Josh Aaron Cassada se narodil 18. července 1973 v San Diegu v Kalifornii a vyrůstal ve White Bear Lake v Minnesotě. V roce 1995 Cassada absolvoval Albion College, kde získal titul Bachelor of Arts v oboru fyzika. Na Rochesterské univerzitě absolvoval postgraduální studium a v roce 1997 získal titul Master of Arts a v roce 2000 doktorát z fyziky. Během studia na Rochesterské univerzitě Cassada studoval fyziku vysokoenergetických částic a prováděl výzkum ve Fermilab.

## Vojenská a průmyslová kariéra
Po dokončení vysokoškolského studia se stal námořním důstojníkem. V roce 2001 dokončil letecký výcvik a v roce 2002 se stal pilotem letounu P-3 Orion. Sloužil na letecké základně námořnictva v Brunswicku v Maine. Byl nasazen při podpoře operací Irácká svoboda a Trvalá svoboda a létal v humanitární operaci Sjednocená pomoc po tsunami v Indickém oceánu v roce 2004. V roce 2006 absolvoval školu pro zkušební piloty amerického námořnictva a jako zkušební pilot letounů P-3 Orion a P-8 Poseidon se přesunul na základnu Patuxent River v Marylandu. Působil jako projektový důstojník pro letovou způsobilost letounu P-8A a byl zkušebním pilotem-instruktorem letounů T-38 Talon a T-6 Texan.
V roce 2011 byl přidělen do agentury pro řízení obranných smluv u společnosti Boeing v Seattlu ve státě Washington, kde vedl veškerý letecký provoz a dohlížel na smlouvy týkající se letounů P-8 Poseidon, KC-46 Pegasus, E-3 Sentry a bezpilotní letouny americké námořní pěchoty. Zároveň prováděl letové zkoušky letounů P-8A u námořnictva.
Má nalétáno více než 4 000 hodin ve více než 40 různých typech letadel a absolvoval 23 bojových misí.
Mimo armádní angažmá založil se dvěma spolužáky z Albion College společnost Quantum Opus, výrobce přístrojů určených pro jednofotonová měření s vysokou citlivostí, rychlostí a přesností.

## Kariéra v NASA
V roce 2013 byl vybrán do 21. skupiny astronautů NASA a v červenci 2017 dokončil výcvik. Sloužil jako řídicí provozu Mezinárodní vesmírné stanice odpovědný za přímou komunikaci s posádkou (tzv. CAPCOM). Pracoval také na vývoji programu Orion a programu vývoje komerčních pilotovaných kosmických lodí.
V srpnu 2018 NASA vybrala Cassadu společně se Sunitou Williamsovou k prvnímu řádnému letu nové kosmické lodi Starliner společnosti Boeing. Kvůli zpoždění ve vývoji a odkladům testovacích a řádných letů této lodi ho však v říjnu 2021 přeřadila do role pilota v posádce letu SpaceX Crew-5.

### 1. kosmický let
Ke svému prvnímu letu tak odstartoval 5. října 2022 společně s Nicole Mannovou, Kóiči Wakatou a Annou Kikinovou. O 29 hodin později se připojili, kde se stali členy Expedice 68 spolu s ruskými kosmonauty Sergejem Prokopjevem a Dmitrjiem Petělinem a americkým astronautem Franciscem Rubiem, kteří na stanici přiletěli v lodi Sojuz MS-22.
Cassada se během bezmála půlročního pobytu na ISS celkem třikrát vydal do volného prostoru ve dvojici s Franciscem Rubiem. První z nich se uskutečnil 15. listopadu, trval 7 hodin a 11 minut a jeho cílem bylo především sestavení montážního držáku na pravém boku hlavní příhradové konstrukce stanice, což je nutné pro instalaci dalšího páru nových solárních polí Rollout Solar Arrays (iROSA). Cassada s Rubiem vedle toho částečně dokončili instalaci souvisejících kabelů a dalších dílů. K druhému výstupu se vydali 3. prosince 2022, poté, co byla obě pole IROSA 1. prosince pomocí robotické ruky ovládané zevnitř stanice vyjmuta z otevřeného prostoru na zádi nákladní lodi SpaceX CRS-26 a umístěna na odkládací pozici na pravé straně hlavního nosníku. Mimo stanici strávili 7 hodin a 5 minut, během kterých – opět pomocí robotické ruky – přenesli první z panelů na místo instalace, přimontovali ho k držáku sestavenému během předchozího výstupu 15. listopadu a připojili ho k elektrickému systému stanice. Uvolněním pouhých dvou šroubů pak umožnili, aby se panel samovolně rozvinul. Cassada tímto výstupem zvýšil celkovou dobu pobytu mimo stanici na 14 hodin a 16 minut. Při třetím výstupu 22. prosince 2022 od 13:19 do 20:27 UTC pak podobným postupem zprovoznili i druhé z nových solárních polí a Cassada si připsal dalších 7 hodin a 8 minut výstupu do volného prostoru a zvýšil celkovou dobu mimo stanici na 21 hodin a 24 minut.
Cassada a zbytek posádky Crew-5 svůj let ukončili ještě před koncem Expedice 68 – od stanice se odpojili 11. března 2023 a na Zemi úspěšně přistáli 12. března 2023 po 157 dnech, 10 hodinách a 1 minutě letu.
NASA 1. října 2024 oznámila, že Cassada opustil oddíl astronautů, agenturu i Námořnictvo USA.

## Osobní život
Cassada je ženatý, s manželkou Megan má dvě děti.